# Глухова, Лариса Юрьевна
Лариса Юрьевна Глухова (род. 30 августа 1976, Кукмор, Кукморский район, Татарская АССР, РСФСР, СССР) — российский государственный деятель, юрист, министр юстиции Республики Татарстан (2013—2017), начальник Государственно-правового управления президента Республики Татарстан (с 2017 года).

## Биография
Лариса Юрьевна Глухова родилась 30 августа 1976 года в посёлке Кукмор Кукморского района Татарской АССР. Из семьи юриста, сотрудника МВД Юрия Яковлевича и его жены Динары, у которой от первого брака осталась дочь Зульфия. По национальности — русская.
Окончила специализированную кукморскую школу-лицей № 2. В 1993 году поступила на юридический факультет Казанского государственного университета имени В. И. Ульянова-Ленина, который окончила в 1998 году с красным дипломом. В 1996—2001 годах являлась ведущим специалистом-юристом, затем главным специалистом-юристом комитета по защите прав потребителей администрации города Казани. В 2001—2005 работала ведущим специалистом, главным специалистом, заместителем начальника юридического отдела министерства финансов Республики Татарстан. В 2005—2012 годах была заведующей сектором государственного права и нормативного регулирования экономики, заместителем начальника правового управления аппарата кабинета министров Республики Татарстан. В частности, в 2009 году поддержала запрет на проведение митингов у зданий судов, указав, что такие нормы «не посягают на само существо конституционного права проводить собрания и не приводят к утрате его содержания». В 2012—2013 годах занимала должность начальника юридического отдела компании «Татавтодор». В этой должности приняла активное участие в составлении и заключении договора с «Росавтодором», согласно которому Татавтодор стал отвечать за содержание федеральных дорог на территории Татарстана.
21 ноября 2013 года назначена на пост министра юстиции Республики Татарстан, став первой женщиной в этом качестве за всю историю ведомства, и одной из трёх немногих женщин в правительстве. Предыдущий министр, Мидхат Курманов, был 7 ноября того же года освобождён от должности по собственному желанию. Опрошенные прессой эксперты констатировали неизвестность фигуры Глуховой в юридическом сообществе, отмечая при этом её профессионализм и работоспособность. В 2014 году стала членом совета при президенте Республики Татарстан по противодействию коррупции. После выборов президента и составления нового правительства, в 2015 году была переназначена в должности. На своём посту запомнилась тем, что мало контактировала с журналистами, исключительно позитивно оценивала работу татарстанского судопроизводства, вела работу по совершенствованию материального обеспечения мировых судей и открытию новых здания судов на местах, сфокусировав работу министерства на экспертизе законопроектов и создании базы татарстанского законодательства, также сама лично представляла законопроекты на рассмотрение местного парламента и отвечала за приведение законов в соответствие с федеральными. В 2016 году зарегистрировалась в предварительном голосовании партии «Единая Россия», однако в дальнейшем «из-занятости» отказалась выдвигаться в Государственную думу по федеральному избирательному округу, а затем сняла свою кандидатуру и по Московскому одномандатному округу, набрав по итогам опроса избирателей небольшой процент голосов.
23 июня 2017 года была назначена начальником Государственно-правового управления президента Республики Татарстан, вместо Фариды Волковой, тогда как новым министром юстиции стал Рустем Загидуллин. Опрошенными прессой экспертами назначение Глуховой было расценено как повышение, её приход к реальной власти и контролю над всей юридической работой в республике. Так, в новой должности выступала против перевода названий компаний и их брендов на вывесках на татарский язык, против введения в Татарстане прямых выборов глав районов и городов, против размещения мусоросжигательных заводов исходя из численности населения. Также Глухова является ответственной за представление кандидатов на занятие судейских и государственных должностей, номинированных президентом Татарстана для рассмотрения Государственным советом. В 2020 году была избрана членом совета директоров компании «Татнефть», в составе которого стала первой женщиной. В 2021 году также стала членом совета директором компании «Связьинвестнефтехим».

## Награды
- Почётное звание «Заслуженный юрист Республики Татарстан[тат.]» (2008 год)[2][40].
- Медаль «За доблестный труд» (2021 год)[41].
- Благодарность президента Республики Татарстан (2016 год)[42].

## Личная жизнь
Не замужем. За 2020 год задекларировала доход в размере 4,6 миллионов рублей, квартиру в 53,2 кв. метра, автомобиль «Hyundai», дом с участком в пользовании.